# 장포 김행 묘
장포 김행 묘는 대한민국 경기도 파주시 문산읍 내포리에 있다. 2007년 2월 22일 파주시의 향토문화유산 제24호로 지정되었다.

## 개요
조선시대 문신이며 학자, 용주서원에 배향된 인물인 김행의 묘역이다.

## 같이 보기
- 용주서원